# Gimécourt
Gimécourt é uma comuna francesa na região administrativa de Grande Leste, no departamento de Meuse. Estende-se por uma área de 10,12 km². Em 2010 a comuna tinha 40 habitantes (densidade: 4 hab./km²).